# Método de la raya

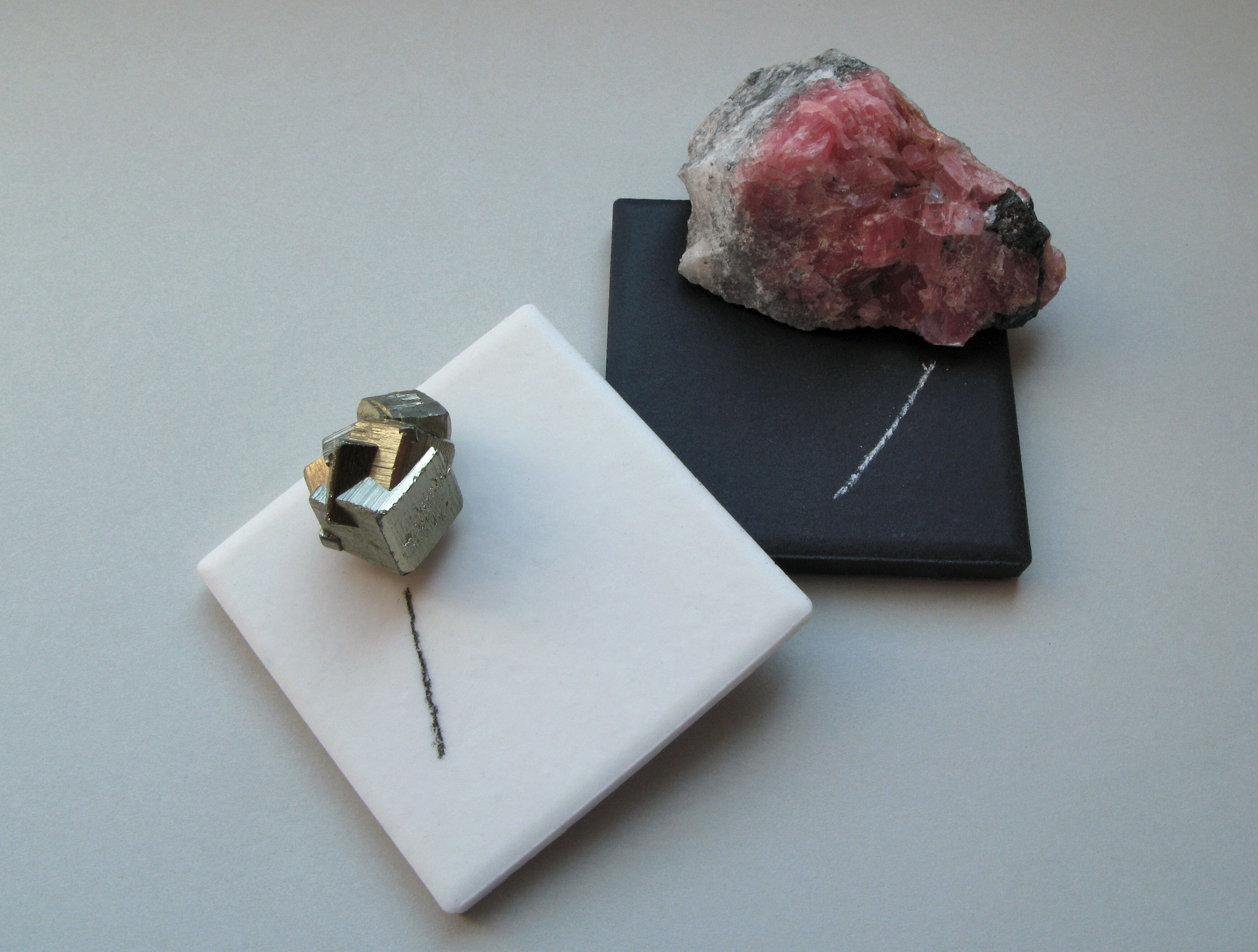
Color de la raya de la pirita y del rodocrosita

El método de la raya es un procedimiento analítico utilizado en mineralogía para la identificación de las distintas especies minerales. Consiste en deslizar, ejerciendo fuerza, un pico de la muestra desconocida sobre una superficie blanca y dura, sobre la que dejará una traza pulverulenta de color característico. Este color permitirá colegir la naturaleza del mineral, bien por semejanza con otra raya producida por un patrón conocido, o bien por consulta de la documentación apropiada.
El color de los minerales puede variar según su composición, el color de la raya de un mineral es menos variable. Por ejemplo, en el caso de la hematita el color puede variar de pardusco, rojo sangre, rojo brillante y rojo pardusco a gris acero y negro hierro, pero el color de la raya es siempre rojo pardusco.
El procedimiento es cualitativo y aproximado, pero útil para una primera determinación, bien sea en el laboratorio o en el campo, dada su sencillez. El único elemento adicional requerido es una superficie blanca y dura, utilizándose generalmente una pequeña placa de porcelana no vidriada. La dureza de esta placa es de unos 6 puntos en la escala de Mohs. Los minerales de mayor dureza no dejarán traza utilizable sobre ella, pues la raya no consiste en otra cosa que en el polvo del mineral producido al rasparlo contra la placa. Cuando la raya es imperceptible se dice que es 'incolora' o 'blanca'. Naturalmente hay que asegurarse de que el punto de aplicación a la placa corresponda al mineral objeto de investigación y no a otro material que pueda acompañarlo (ganga, inclusiones, paragénesis, etc.), así como que la superficie del mismo sea reciente y limpia, no habiéndose visto alterada por procesos de oxidación o de algún otro tipo de deterioro. 
El fundamento científico del procedimiento radica en una curiosa propiedad de los minerales, a saber, que mientras el color inmediatamente percibido de la totalidad de un trozo no puede usarse con ninguna seguridad para identificarlo (salvo en algunos casos excepcionales, como el característico amarillo de la flor de azufre o el verde brillante de la malaquita), dada la amplísima gama de apariencias y tonos que puede presentar un mismo mineral en estado natural, el color de la raya obtenida por el método descrito es mucho más constante y específico. Así, por ejemplo, las muestras de fluorita (CaF2) pueden ser blancas, amarillas, verdes o de todo un abanico de rosados a violetas; la raya en cambio es siempre blanca. Los catálogos de minerales suelen incluir el color característico de la raya entre las circunstancias descriptivas e identificadoras de cada uno de ellos.
Las limitaciones del método también resultan aparentes. Por lo pronto, la percepción del color es muy subjetiva y su descripción verbal generalmente muy inadecuada, mientras que el poder diferenciador residirá precisamente en finos matices cromáticos y visuales. Otra dificultad importante es la gran cantidad de minerales que presentan raya blanca. Para ser de alguna utilidad, pues, el método habrá de complementarse con buenas dosis de práctica y sus resultados confirmarse luego con otros métodos más precisos.